# Gare de Velikyi Tokmak
La gare de Velikyi Tokmak, (ukrainien : Великий Токмак (станція)) est une gare ferroviaire ukrainienne située à proximité de Tokmak.

## Situation ferroviaire
Elle se trouve sur la ligne Gare de Fedorivka - Verkhniy Tokmak II.

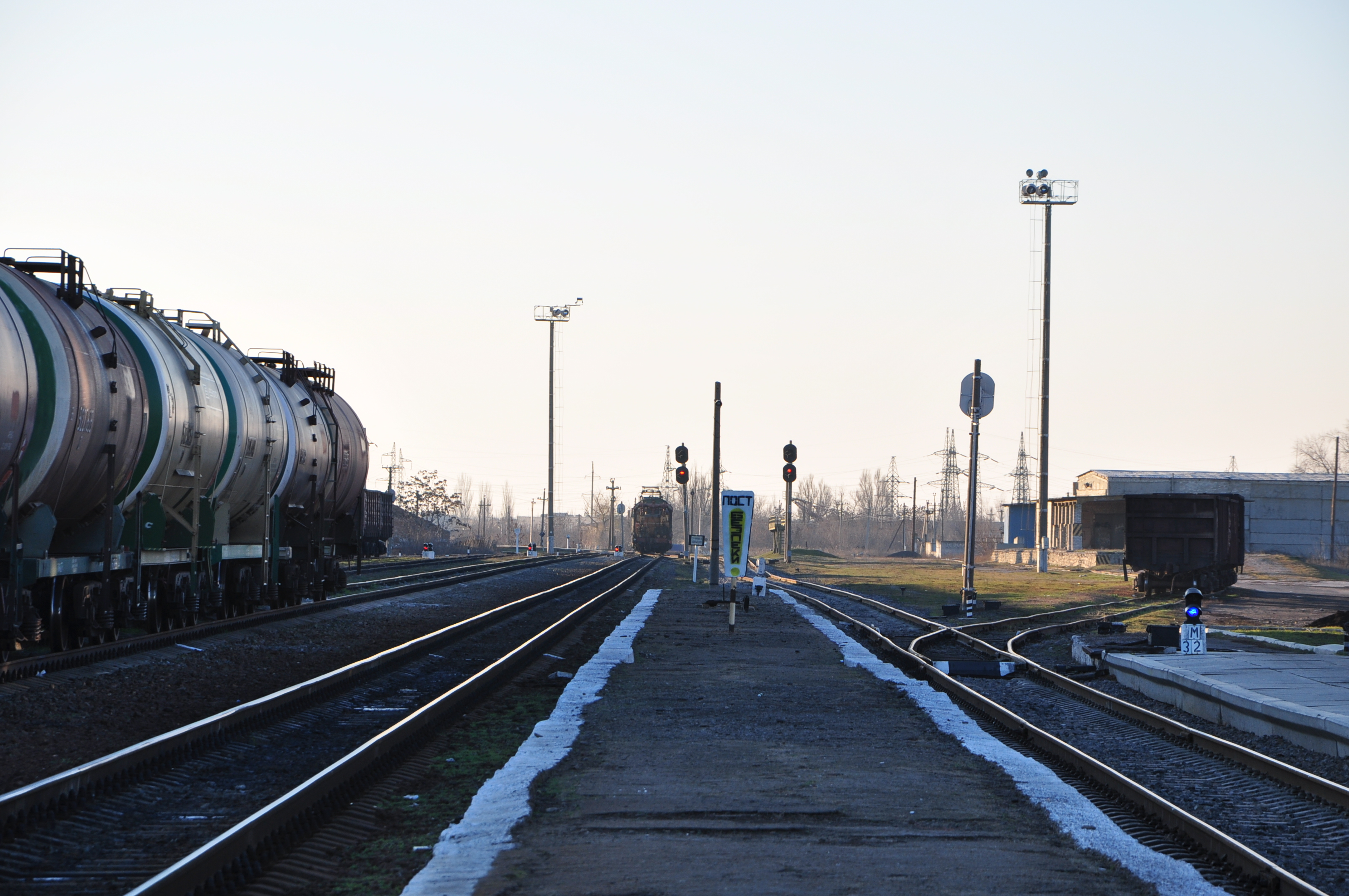
Quai et voies.

## Histoire
Elle fut construite en 1914 ; une société par actions construisit le chemin de fer Tokmak dans la partie sud de l'Empire russe pour relier les gares de Tsarekostyantinivka et Fedorivka.